# نيكولاس ديبل
نيكولاس ديبل (بالإسبانية: Nicolás Dibble)‏ هو لاعب كرة قدم أوروغواياني، ولد في 27 مايو 1994 في كولونيا ديل ساكرامنتو في الأوروغواي. لعب مع بنيارول.

## وصلات خارجية
- نيكولاس ديبل على موقع قاعدة بيانات كرة القدم.إي يو (الإنجليزية)
- نيكولاس ديبل على موقع Soccerway.com (الإنجليزية)
- نيكولاس ديبل على موقع AS.com (الإسبانية)